# Тюрина, Любовь Николаевна
Любо́вь Никола́евна Тю́рина (до 1967 — Евтуше́нко; 25 апреля 1943 — 23 октября 2015) — советская волейболистка, игрок сборной СССР (1967—1974). Олимпийская чемпионка 1972, чемпионка мира 1970, чемпионка Европы 1967, трёхкратная чемпионка СССР. Заслуженный мастер спорта СССР (1970).

## Биография
Родилась и начала заниматься волейболом в Москве. Выступала за команды: до 1964 — «Трудовые Резервы» (Москва), 1965—1974 — «Динамо» (Москва).
В составе «Динамо»:
- трёхкратная чемпионка СССР — 1966, 1970, 1971;
  - серебряный (1966, 1974) и бронзовый (1965, 1969) призёр чемпионатов СССР;
- трёхкратный победитель розыгрышей Кубка европейских чемпионов — 1968—1971.

В составе сборной Москвы стала двукратной чемпионкой (1967 и 1971) Спартакиад народов СССР (также чемпионкой СССР 1967).
В сборной СССР выступала в 1967—1974 годах. В её составе:
- олимпийская чемпионка 1972;
- чемпионка мира 1970;
  - серебряный призёр чемпионата мира 1974;
- чемпионка Европы 1967.

Умерла в Москве 23 октября 2015 года. Похороненa на Востряковскoм кладбище в Москве .

## Награды и звания
- Заслуженный мастер спорта СССР (1970);
- Орден «Знак Почёта».